# ZALA Lancet

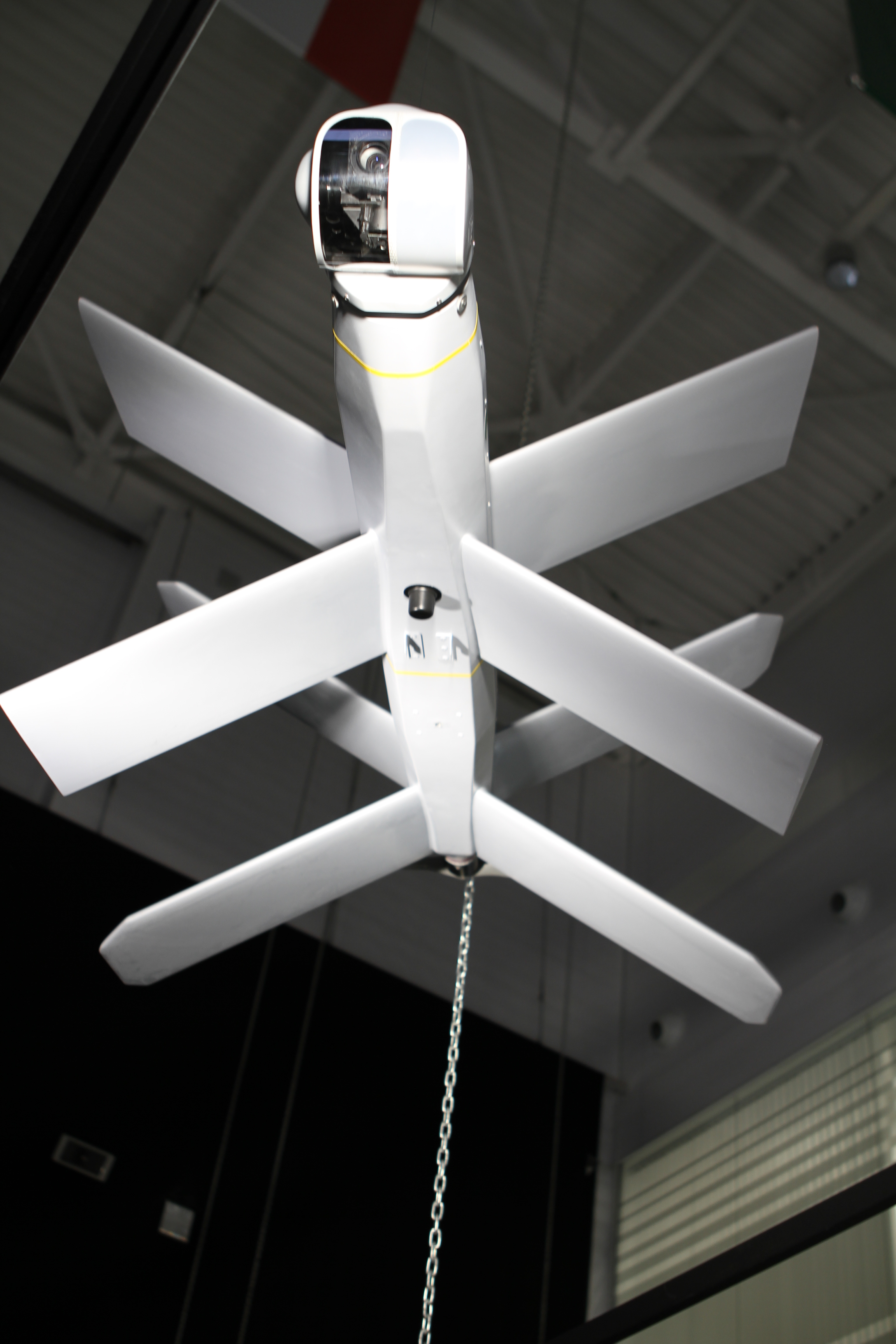
Ansicht von vorne unten. Vorne: Kamerakopf auf 2-Achs-Kardanring mit zwei Fenstern, das rechte transparent, das linke für Wärmebild. Am Bauch Kupplungszylinder und dahinter ein Paar Blechwinkelhaken zum Katapult. Die Tragflächenquadrupel bilden von vorne gesehen jeweils ein liegendes Andreaskreuz mit 70° Öffnungswinkel. (2020)

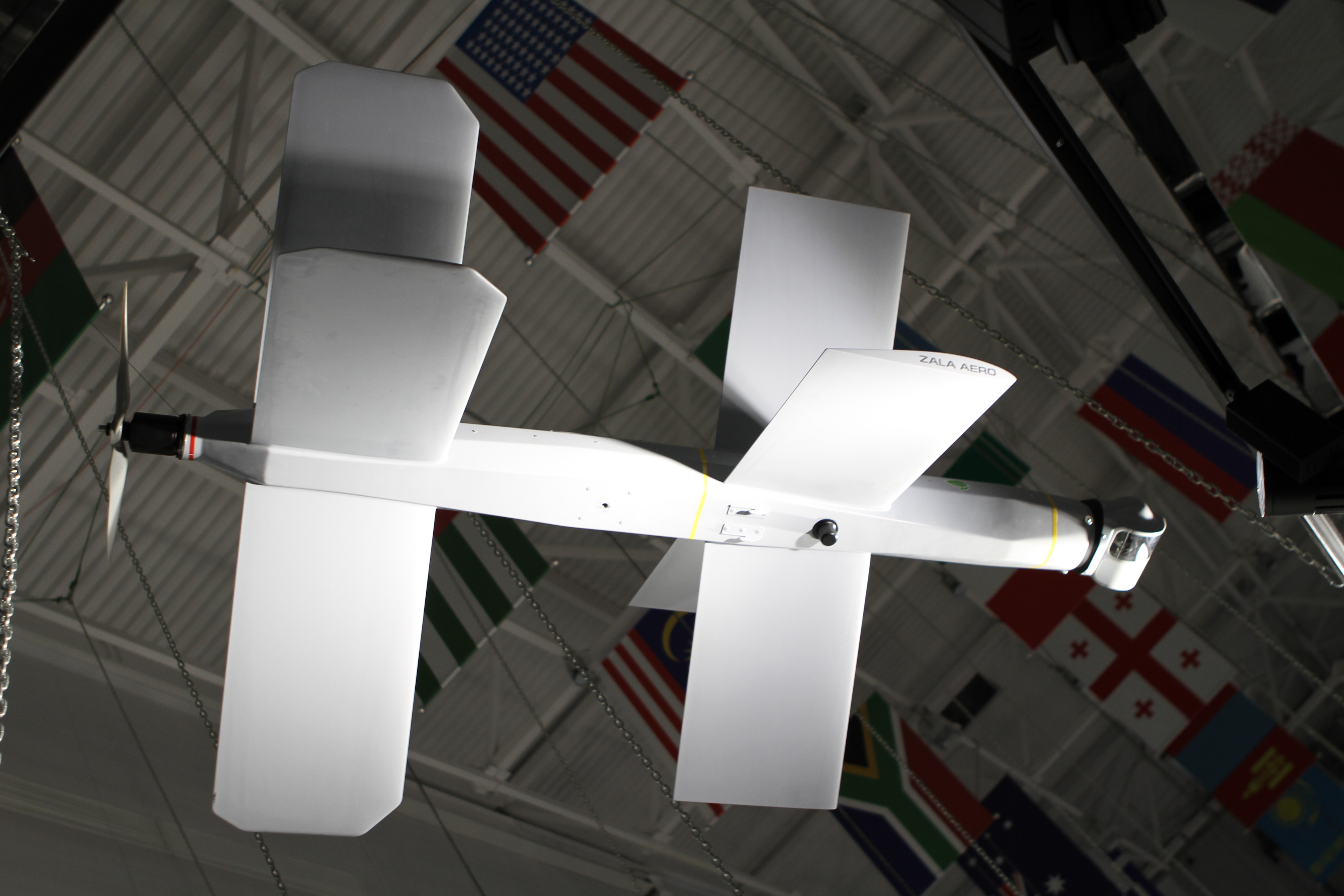
Seitenansicht. Hinter dem Hakenpaar am Bauch die Ladebuchse. E-Motor mit Druckpropeller am Heck. (2020)

ZALA Lancet (russisch ZALA Ланцет ZALA Lanzet) ist ein unbemanntes kampffähiges Luftfahrzeug vom Typ Loitering Weapon („Lauernde Lenkwaffe“) zur Bekämpfung von Bodenzielen. Die Drohne wurde um 2020 vom russischen Hersteller ZALA Aero entwickelt.

## Geschichte
Lancet wurde vom russischen Hersteller ZALA Aero entwickelt, einem Tochterunternehmen des Konzerns Kalaschnikow. Es ist eine Weiterentwicklung der Drohne ZALA KUB-BLA.
Lancet ähnelt deutlich der Drohne „Hero-120“ des israelischen Herstellers UVision Air.
Die Drohne wurde erstmals der Öffentlichkeit auf der Militärmesse Army im Jahre 2019 vorgestellt. Es gibt zwei Varianten; die kleinere Lancet-1 und die größere Lancet-3.
Im Jahr 2020 wurden Versuchsexemplare der Lancet-3 im Syrienkonflikt unter Einsatzbedingungen erprobt. 2022 erfolgte der Einsatz im Ukrainekrieg. Im Drohnenkrieg wird sie sehr effektiv gegen ukrainische Panzer und Artillerie verwendet. Angeblich können die Lancet-Drohnen verwendet werden, um einen Luftraum zu bewachen, bzw. zu „verminen“. Ankommende feindliche Drohnen sollen mit dieser Sperre erkannt und zerstört werden. Dieses ist fraglich, denn wegen der relativ kurzen Flugdauer wären dafür mehrere Lancets, welche sich kontinuierlich abwechseln, erforderlich.
Laut russischen Quellen soll die Drohne ca. 3 Mio. Rubel kosten (ca. 35.000 US-Dollar).
Die Auswertung in der Ukraine abgestürzter Lancets zeigen die Verwendung westlicher und asiatischer Elektronik. So wurden ein Einplatinencomputer „Jetson TX2“ des amerikanischen Unternehmens NVIDIA, ein FPGA „Zynq“ des ebenfalls amerikanischen Unternehmens Xilinx und außerdem ein Chip der südkoreanischen Firma SK Hynix gefunden. Da diese Bauteile auf den Sanktionslisten des Westens stehen, mussten sie durch einen Grauimport nach Russland gelangt sein.
An einer vergrößerten Variante, der Lancet-5, mit 5 kg Nutzlast wurde Stand 2023 gearbeitet.

## Technik
Lancet hat vorne, bei 35 % der Länge, und hinten bei 80 % je 4 Tragflächen, die zum Transport abgenommen werden können. Alle stehen beidseits in Vertikalwinkeln von ±35° vom Rumpf ab. Die vorderen sind etwas kleiner, nur die hinteren sind an den Ecken der rechtwinkeligen Kontur etwas beschnitten.
Angetrieben wird die Drohne von einem Elektromotor mit Druckpropeller am Heck. Der Start erfolgt mit einem Flugzeugkatapult von Land oder Wasser, beispielsweise dem Patrouillenboot Projekt 03160.
Die Flugroute der Drohne kann programmiert oder vom Bediener in Echtzeit gesteuert werden. Dazu sendet die Drohne ein Videosignal an die Fernbedienung. Sobald der Bediener ein Ziel entdeckt, leitet er den Zielanflug ein. Oft wird die Lancet zusammen mit einer wiederverwendbaren Beobachtungsdrohne eingesetzt. Erst wenn diese Beobachtungsdrohne ein Ziel entdeckt hat, wird die Lancet-Kamikazedrohne gestartet.
Die Drohne hat entweder einen Splitterspreng- oder Hohlladungs-Gefechtskopf (möglicherweise auch Multifunktionsgefechtskopf); je nach Variante von unterschiedlicher Größe. Dieser liegt hinter dem Kamerakopf und wird von einem Annäherungszünder oder einem Aufschlagzünder gezündet.
Die kleinen Lancet-Drohnen sind mit herkömmlichen Luftabwehrwaffen sehr schwer abzuwehren. Am effektivsten ist Air-Burst-Munition, die von modernen Nahbereichsverteidigungssystemen verwendet wird. Neue Versionen der Lancet sollen mit einer Schutzbeschichtung gegen Laserwaffen versehen sein.
|                                           | Lancet-1 | Lancet-3 |
| ----------------------------------------- | -------- | -------- |
| Gewicht des Gefechtskopfes (kg)           | 1        | 3        |
| maximale Flugzeit (min)                   | 30       | 40       |
| Höchstabfluggewicht (kg)                  | 5        | 12       |
| maximale Reichweite (km)                  | 40       | 40       |
| Marschgeschwindigkeit (km/h)              | 80–110   | 80–110   |
| Höchstgeschwindigkeit im Sturzflug (km/h) | 300      | 300      |